# Colonia el Paraíso, Jojutla
Colonia el Paraíso är en ort i Mexiko.   Den ligger i kommunen Jojutla och delstaten Morelos, i den sydöstra delen av landet, 90 km söder om huvudstaden Mexico City. Colonia el Paraíso ligger 964 meter över havet och antalet invånare är 113.
Terrängen runt Colonia el Paraíso är platt åt nordväst, men åt sydost är den kuperad. Runt Colonia el Paraíso är det tätbefolkat, med 319 invånare per kvadratkilometer. Närmaste större samhälle är Zacatepec, 4,1 km nordost om Colonia el Paraíso. I omgivningarna runt Colonia el Paraíso växer huvudsakligen savannskog.